# Enhanced graphics adapter

De 64 kleuren van het EGA-palet

 Enhanced Graphics Adapter of EGA is een standaard voor weergavemodus.
Het werd door IBM in 1984 uitgebracht voor de nieuwe AT-computers, als verbetering ten opzichte van de in de IBM PC beschikbare CGA-displaystandaard. Het grafische scherm is 640×350 pixels. Er kunnen 16 kleuren tegelijkertijd afgebeeld worden. Deze 16 kleuren kunnen gekozen worden uit een palet van 64 kleuren.
De eerste EGA-videokaarten hadden 64 kilobyte geheugen.
Er was een speciale EGA-monitor voor nodig, waarbij in de kabel voor elk van de kleuren rood, groen en blauw twee stuursignalen aanwezig waren.
De EGA-standaard is opgevolgd door de VGA-standaard.
CGA ·
EGA ·
XGA ·
Hercules ·
MDA ·
MCGA ·
QVGA ·
SVGA ·
SXGA ·
UXGA ·
VGA ·
WXGA